# Harderwijki egyetem
A harderwijki egyetem (hollandul Universiteit van Harderwijk) 1648 és 1811 közötti holland egyetem Harderwijkben. 

## Története
Az egyetem elődje egy az 1600-as években alakult gimnázium volt.  Gelderland akkori kormányzója, Friedrich Heinrich 1647 júniusában hagyta jóvá a középiskola felsőfokú intézménnyé fejlesztését. Az egyetemet 1648. április 14-én nyitották meg. 
Az egyetem elég gyenge anyagi lábakon állt, ráadásul az 1656-ban alapított nijmegeni egyetem konkurrenciát jelentett neki. Míg a nijmegeni intézmény alapítása előtti öt évben a harderwijki egyetemnek átlagosan 47 hallgatója volt, ez a szám a következő öt évben harmincra csökkent. Anyagi eszközök híján nem tudták a neves professzorokat odacsábítani, így a tanári kart jórészt fiatal tudósokkal töltötték fel. Az 1648 és 1787 között az egyetemen működött 73 professzor 40%-a kinevezéskor még harminc év alatti volt. Az intézmény nem az oktatás színvonaláról volt ismert, hanem arról, hogy ott olcsón és gyorsan lehet diplomát szerezni. A legtöbb diák csak a doktori cím megszerzéséért iratkozott be, és utána távozott. Carl von Linné, aki 1735-ben doktorált Harderwijkben, összesen egy hetet töltött itt, amíg kinyomtatta értekezését.
A 17–18. században 37 magyar diák fordult meg az egyetemen. A város lakással és koszttal látott el két magyar diákot.
1811 októberében az egyetemet Napóleon császári rendelettel megszüntette.  A francia megszállás végeztével 1815. augusztus 2-án megnyílt a Reichs-Athaneum gimnázium, amely azonban nem volt életképes, és 1818. június  13-án bezárták.

## Magyar diákjai
- Apáczai Csere János (1625–1659)  pedagógus, filozófus, kálvinista teológus, enciklopédista[4]
- Borosnyai Nagy Zsigmond (1704–1774) hittudós, református főiskolai tanár[5]
- Igaz Kálmán (1620-1622 körül – 1666 után) református iskolamester[6]
- Dentulinus Tamás (17. század) orvos[7]
- Gyöngyössi Pál (1707–1790) orvos[8]
- Száki Ferenc (1635 vagy 1636 –1675. március) bölcseleti doktor, református szuperintendens[9]
- Szalay Pál (1764–?) református lelkész[10]
- Szathmári Pap Mihály (1737–1812) református teológiai tanár[11]
- Tofeus Mihály (1624–1684) teológiai doktor, református lelkész, az Erdélyi református egyházkerület püspöke 1679-től haláláig, egyházi író[12]
- Uri János (1724–1796) filológiai és teológiai doktor, orientalista, könyvtáros, az oxfordi egyetem keleti kéziratainak rendezője[13]

## Fordítás
Ez a szócikk részben vagy egészben  az   Universität Harderwijk című német Wikipédia-szócikk ezen változatának fordításán alapul.  Az eredeti cikk szerkesztőit annak laptörténete sorolja fel. Ez a jelzés csupán a megfogalmazás eredetét és a szerzői jogokat jelzi, nem szolgál a cikkben szereplő információk forrásmegjelöléseként.